# Neuenkirchen (Diepholzi járás)
Neuenkirchen község Németországban, Alsó-Szászországban, a Diepholzi járásban. Lakosainak száma 1233 fő (2023. december 31.).

## Földrajza
Neuenkirchen Bassum és Scholen községekkel határos.